# Système de reconnaissance faciale
Un système de reconnaissance faciale est une application logicielle visant à reconnaître automatiquement une personne grâce à son visage. Il s'agit d'un sujet particulièrement étudié en vision par ordinateur, avec de très nombreuses publications et brevets, et des conférences spécialisées.
La reconnaissance de visage a de nombreuses applications en vidéosurveillance, sécurité, biométrie, photographie, médecine, robotique, indexation d'images et de vidéos, recherche d'images par le contenu, etc. Ces systèmes sont généralement utilisés à des fins de sécurité publique ou de protection de la vie privée ou de données privées ou d'entreprises, dont pour déverrouiller ordinateur/mobile/console, mais aussi en domotique. Le fonctionnement de ces systèmes se base sur une ou plusieurs caméras pour reconnaître l'utilisateur.
Ces systèmes peuvent également être utilisés, supposément pour faciliter la vie de l'utilisateur, comme le font par exemple certains réseaux sociaux sur internet (Facebook,, Google+) ou certaines applications mobiles (NameTag, FaceRec) pour identifier des visages sur des images. Ces systèmes se basent alors sur des photos et/ou vidéos d'une ou plusieurs personnes.
La détection de visage, qui consiste à repérer qu'un visage est présent sur une image, est l'une des possibles phases techniques de la reconnaissance faciale.

## Historique
L'une des premières tentatives de reconnaissance faciale est faite par Takeo Kanade en 1973 lors de sa thèse de doctorat à l'Université de Kyoto,.
Le 7 juin 2011, Facebook lance un service de reconnaissance faciale accessible à tous. Celui-ci a été vivement critiqué par un bon nombre d'associations de protection de la vie privée et du droit à l'oubli. Sous cette pression, Facebook a dû abandonner ce service le 22 septembre 2012 en Europe.
Un autre projet de reconnaissance de visage, appelé DeepFace, développé par le groupe de recherche de Facebook a également commencé à voir le jour début 2015. Cet outil vise à reconnaître un visage, quelle que soit son orientation, pour y associer une personne. DeepFace permet donc de faire correspondre un très grand nombre de photos différentes d'une même personne, même si celle-ci n'est pas identifiée explicitement. Pour réaliser cela, le système est composé d'un réseau de neurones artificiels entraîné via l'apprentissage profond sur des millions d'images.
Cette technologie évolue rapidement ; avec des avancées spectaculaire dans les années 2010/2020, tant au niveau de l'efficacité des algorithmes employés qu'au niveau de la masse de données pouvant être traitée par les programmes. Elle se diffuse via de nombreux outils et cas d'usage. Depuis fin 2018, les annonces et études se multiplient faisant entrer progressivement la reconnaissance faciale dans le quotidien. En 2019, Cydral Technology diffuse un système utilisable depuis un simple téléphone ; il propose de ce fait le tout premier moteur de recherche grand public fonctionnant à l'image de la recherche inversée proposée par Google mais pour l'identification de profils exclusivement.
En janvier 2020, le New York Times révèle l'existence de la société Clearview AI qui commercialise auprès d'agences de sécurité une application de reconnaissance faciale qui permet d'identifier quelqu'un à partir d'une photographie. L'auteur de l'enquête dénonce le fait que cette application outrepasse le respect de la vie privée,.
En juin 2020, la société espagnole Herta Security remporte un label d'excellence pour une technologie capable d'analyser des visages et de surveiller la foule. Cette technologie pourrait être utilisée en cas de nouvelle vague de Covid-19. Ce logiciel, nommé Aware, est capable de vérifier la distanciation sociale et d'identifier les personnes à différents points de contrôles.

## Usages
Les systèmes de reconnaissance faciale tendent à se généraliser, par exemple utilisés sur les réseaux sociaux sur internet pour identifier quelqu'un sur une photo, sur les smartphones pour les déverrouiller, ou par des services de sécurité pour reconnaître des individus recherchés. Ces utilisations peuvent être séparées en deux principales catégories : la sécurité et l'assistance à l'utilisateur.
De plus, il existe deux types de tâches :
- L'identification, appelée aussi one-to-many (1:N), consiste à déterminer l'identité d'un individu parmi N identités connues, présentes dans une base.
- La vérification, appelée aussi one-to-one (1:1), consiste à vérifier que l'identité prétendue est bien la bonne.

### Réseaux sociaux
En ce qui concerne l'utilisation de réseaux sociaux sur internet, comme pour Facebook ou Google+, lors d'un ajout de photo ou de vidéo, le visage est détecté puis un algorithme suggère une liste de personnes pouvant correspondre au visage repéré sur l'image ou la vidéo grâce aux images identifiant déjà chaque individu.

### Vérification de l'identité
La reconnaissance faciale peut permettre ou non l'accès à un logement ou une pièce (Domotique) : différents équipements comme SekuFACE ou iFace utilisent en effet la reconnaissance faciale pour s'assurer de l'identité de l'utilisateur.
Cet élément peut également se déplacer : différents équipements existent en effet pour des véhicules comme Mobii. Ou encore un environnement virtuel, cet environnement pouvant être :
- Les données d'un ordinateur, comme les exemples de systèmes Toshiba Face Recognition[22] ou Blink[23].
- Les données d'une console, comme les exemples de la PlayStation 4[24] ou de la Xbox One[25].
- Les données d'un smartphone, il est alors possible de trouver des systèmes qui utilisent les capteurs du téléphone[26] ou non (systèmes mis en place dès Android 4.0[27] ou Windows Phone[28]).

Les systèmes de reconnaissance faciale, au-delà de la protection des données, permettent donc également d'interdire l'accès et l'utilisation d'éléments matériels ou immatériels.

### Sécurité
La sécurité est le principal domaine d'application des systèmes de reconnaissance faciale.
Le système s'assure dans ce cas que l'utilisateur est bien valide, avant de l'autoriser à accéder à un élément donné. Cela peut être utilisé dans un lieu public :
- Pour autoriser l'accès à un avion afin de s'assurer qu'un futur passager n'est pas recherché, comme cela est le cas à Sotchi[29].
- Pour autoriser l'accès à un pays, comme cela est fait dans plusieurs aéroports en France (PARAFE) et plusieurs autres pays où cela est utilisé pour vérifier l'identité des citoyens avec une passeport biométrique éligible et expédier le passage de frontières pour eux.
- Pour suivre et potentiellement identifier une personne à partir des images d'un système de vidéosurveillance.

### Surveillance policière
Un des domaines importants d'application de ces systèmes est la surveillance policière. L'AI et la reconnaissance des visages et des individus facilitent la recherche d'identité d'une personne à l'aide d'une photo ou d'une vidéo ou le suivi de profils dans une foule filmée, ou de personnes photographiées, comme avec le système de reconnaissance faciale développé actuellement par le FBI appelé NGI, ou celui actuellement utilisé par la NSA qui se base entre autres sur les images postées sur les réseaux sociaux sur internet.
Le logiciel de Clearview AI permet de comparer une photographie avec une base de données de plus de trois milliards de photographies initialement publiées sur Internet. Il  était utilisé par plus de 600 bureaux de police nord-américains en février 2020.
Dans de nombreuses vidéos liées au contexte de cambriolages, attaques et violations de droits humains, les visages sont masqués par des accessoires (masques, couvre-chefs…). Ceux-ci ne laissent qu’une faible partie du visage libre et rendent les identifications beaucoup plus compliquées. Des chercheurs se basent intégralement sur l’analyse de telles images et créent des algorithmes pour reconnaître une personne en se basant sur une petite partie visible du visage, mais ces systèmes ne sont pas encore assez développés pour être fiables dans un grand nombre de cas. Un traumatisme du visage peut aussi perturber la reconnaissance faciale.

### Paiement
Le système de reconnaissance faciale serait utilisé dans le paiement du métro de Pékin, selon le Beijing Daily.

### Santé
Les systèmes de reconnaissance faciales peuvent également :
- aider les gens souffrant de prosopagnosie[36], ou les déficients visuels[37],[38].
- aider à surveiller la propagation d'une épidémie ou pandémie (ex : Covid-2019) et identifier les personnes entrées en contact avec des personnes présentant le symptôme[39].

### Industrie du jeu
Certaines entreprises peuvent utiliser la reconnaissance faciale à des fins de sûreté et de sécurité. Par exemple, certains casinos utilisent des systèmes de reconnaissance faciale pour identifier les tricheurs connus, et aussi pour permettre aux personnes ayant une dépendance aux jeux de s'inscrire volontairement dans un programme d'aide.

### Marketing
Pour le marketing, certaines entreprises utilisent la reconnaissance faciale pour identifier les clients importants et leur envoyer des publicités ciblées. Des fournisseurs aux États-Unis ou au Japon utilisent par exemple cette technologie pour mieux identifier respectivement l'âge d'un client qui essaie d'acheter illégalement de l'alcool ou des cigarettes.

### Recensements
Depuis quelques années, la reconnaissance faciale est aussi utilisée pour le suivi de la présence d’étudiants ou employés à des événements. Par exemple, les universités américaines utilisent cette technologie pour identifier les étudiants présents en classe et suivre leur assiduité aux cours. Certaines entreprises l’utilisent par exemple pour suivre la présence des employés à des conférences ou des événements.

## Risques et dérives
Des agences gouvernementales, des universités et certains représentants de l'industrie ont souligné les problèmes de confidentialité et de sécurité des données concernant les utilisations commerciales de la reconnaissance faciale, en particulier quand ces technologies sont utilisées sans législation adéquate. La préoccupation principale est que les données recueillies par les entreprises pourraient être utilisées, partagées ou vendues sans le consentement des consommateurs.

## Méthode
Comment fonctionnent les technologies de reconnaissance faciale ? il faut distinguer trois usages principaux qui se basent sur des moyens et techniques dédiés : la vérification de l’identité par rapport un document personnel, la recherche d'une personne référencée dans une base de données, l'identification systématique à la volée dans un espace public.
La méthode de recherche d'une personne référencée dans une base de données sur trois phases : la détection de visage qui repère un visage, l'analyse du visage qui donne un résultat numérique, et la reconnaissance qui compare ce résultat avec la base de données de visages enregistrés.
Il faut donc, avant toute tentative d'identification, constituer une base de données contenant pour chaque utilisateur soit une capture initiale, soit plusieurs. Dans le cas où plusieurs captures sont effectuées, une moyenne de celle-ci est alors stockée, ce qui permet au système de mieux s'adapter à divers paramètres pouvant varier au moment de la reconnaissance (apparition de cernes/rides, luminosité ambiante, maquillage…).
Une fois l'analyse effectuée, la reconnaissance effectue donc la comparaison entre le modèle obtenu et ceux stockés dans la base de données. On parle alors de reconnaissance 1 à 1 si on avait une seule capture initiale stockée dans la base de données initialement, ou de reconnaissance 1 à N si on en avait plusieurs.

### Reconnaissance 2D
Considérée comme la méthode « classique » de reconnaissance faciale, cette méthode consiste à reconnaître l'utilisateur à partir d'une photo de lui. Cette photo peut être capturée par une caméra dans un but de sécurité, ou simplement être déjà enregistrée dans le cadre d'une assistance à l'utilisateur.
La reconnaissance est alors effectuée par un algorithme qui peut s'appuyer sur différents éléments, comme la forme d'éléments du visage tels que les yeux et leur écartement, la bouche, …
Deux catégories d'algorithmes sont alors distinguées :
- La première catégorie crée une image géométrique de l'utilisateur en fonction de différents paramètres (tailles des éléments du visage, forme et distance entre eux)[47]. Les paramètres récupérés sont alors encodés puis comparés avec ceux présents dans la base de données.
- La seconde catégorie encode numériquement l'image, en utilisant les algorithmes de Fourier[48], les eigenfaces[47] pour créer des vecteurs de poids, ou encore des calculs de moyennes sur certaines zones de l'image[43]…

### Reconnaissance 3D

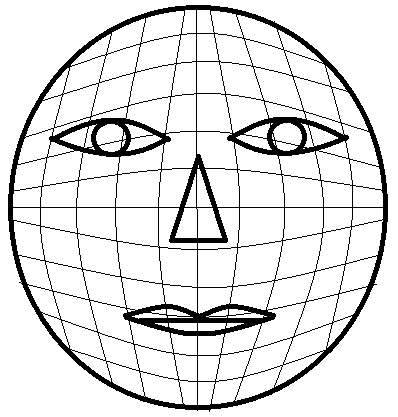
Schéma d'une modélisation 3D pouvant être issue d'une reconnaissance faciale.

Cette méthode est considérée comme une amélioration de la reconnaissance 2D. En effet, elle crée un modèle 3D depuis plusieurs photos effectuées successivement ou depuis une vidéo. Cela permet d'avoir différents points de vue de la personne à reconnaître afin de créer le modèle 3D.
De nombreux algorithmes existent en ce qui concerne l'analyse, chacun se basant sur un ou plusieurs éléments du visage (comme l'orientation du nez) pour créer le modèle 3D, correspondant au visage de l'utilisateur.

## Fiabilité
La fiabilité des différents systèmes de reconnaissance faciale se vérifient selon plusieurs indicateurs, :
- Le taux de bonne reconnaissance : le système reconnaît bien l'utilisateur qu'il devait reconnaître.
- Le taux de mauvaise reconnaissance : le système reconnaît un utilisateur mais en l'identifiant comme un autre.
- Le taux de faiblesse aux attaques photo : le système est trompé par une attaque photo.
- Le taux de faiblesse aux attaques vidéo : le système est trompé par une attaque vidéo.

### Paramètres augmentant la fiabilité
Différents paramètres entrent en compte pour accroître les performances :
- Le nombre de photos/vidéos en base de données[44] : cela permet de mieux modéliser l'utilisateur, et donc de mieux le reconnaître ensuite.
- Le nombre d'images capturées lors de la reconnaissance[44] : cela permet de mieux modéliser l'utilisateur qui souhaite s'identifier, et donc de mieux vérifier qu'il correspond au modèle en base de données.
- La luminosité[26],[44] : une meilleure luminosité sur le visage de l'utilisateur permet de mieux reconnaître celui-ci en évitant de mal modéliser son visage en raison de « zones d'ombre ».
- La proximité de l'utilisateur vis-à-vis de l'objectif[26],[44] : une meilleure proximité de l'utilisateur vis-à-vis de l'objectif permet une meilleure qualité d'image sur son visage, et donc une meilleure modélisation.
- La qualité de l'image[26],[44] : pour la même raison que le paramètre précédent, une meilleure qualité permet une meilleure modélisation.

### Performances
L'efficacité d'un système de reconnaissance faciale est établie en fonction de son taux de fiabilité, mais également en fonction du temps d'exécution qu'il lui faut pour effectuer la reconnaissance ainsi que pour établir le profil stocké en base de données.
Le tableau suivant résume les informations récupérées sur les différents systèmes évoqués.
| Système utilisé       | Type de reconnaissance | Constitution de la base de données | Temps de reconnaissance moyen (sans échec) |
| Toshiba               | 3D                     | 2 à 3 min                          | 20 s                                       |
| Android avec capteurs | 2D                     | Inconnu                            | 5s                                         |
| Android 4.0           | 2D                     | 2 s                                | < 1 s                                      |
| Iphone 4S             | 2D                     | 2 à 5 min                          | < 1s                                       |
| Xbox One              | Inconnu                | 5 s                                | 1 à 5 s                                    |
| PS4                   | 3D                     | 50 à 70 s                          | < 2 s                                      |
| Iphone X, 11, 12, 13  | 3D                     | Inconnu                            | < 1 s                                      |

## Biais algorithmiques
En février 2018, la chercheuse Joy Buolamwini du Massachusetts Institute of Technology montre que les principaux systèmes de reconnaissance faciale (ceux d'IBM, Microsoft et Face ++) ont des biais algorithmiques et sont moins performants pour identifier les femmes et les visages à la peau foncée : Face ++ identifie 99,3 % des hommes, mais seulement 78,7 % des femmes et IBM atteint 77,6 % des peaux foncées contre des scores supérieurs à 95% pour les trois logiciels pour les peaux blanches). Selon l'étude, 93,6 % des erreurs faites par Microsoft concernaient ses sujets à la peau foncée, et 95,9 % de celles de Face ++ concernaient des femmes. La chercheuse explique que « les hommes à la peau claire sont surreprésentés [dans les bases de données des exemples], et aussi les personnes à la peau claire de manière générale. » Ces différences peuvent entraîner des erreurs telles que l’identification erronée d’un acheteur en tant que voleur à l’étalage. En 2019, une étude réalisée par le Government Accountability Office des États-Unis sur 189 algorithmes de reconnaissance faciale utilisés dans le milieu commercial a conclu que les hommes blancs avaient le plus faible taux de faux positifs, tandis que les femmes noires avaient le taux le plus élevé, près de dix fois supérieur.
En 2023, aux États-Unis, le recours à la reconnaissance faciale par la police est de nouveau critiqué ayant identifiée comme suspecte une femme noire par cette technologie d’intelligence artificielle pour un crime qu’elle n’avait pas commis.
Actuellement, il n'y a pas de consensus sur les causes des différences de performance, y compris les facteurs environnementaux (tels que l'éclairage) ou les facteurs liés à la création ou au fonctionnement de la technologie. Par contre, beaucoup d’académiques supposent que cette différence d’efficacité est due, en partie, aux ensembles de données utilisés qui n’incluent pas suffisamment de données de certains groupes démographiques.
Il existe diverses méthodes qui peuvent potentiellement diminuer ces différences de performance. Par exemple, des ensembles de données plus larges et plus représentatifs permettraient de développer la technologie de manière similaire pour les différents groupes démographiques. Pour faire cela, les experts conseillent l’utilisation de techniques permettant de supprimer aléatoirement les images d’un groupe surreprésenté. Ensuite, la qualité de l’image étant un facteur clé dans l’évaluation de la performance de ces algorithmes, de nombreux experts pensent qu’il faudrait un meilleur contrôle des facteurs physiques et le respect de normes de qualité d’image. Une étude réalisée par des évaluateurs indépendants et mentionnée dans le rapport du Government Accountability Office des Etats-Unis de 2020 sur la reconnaissance faciale a montré qu’un mauvais éclairage rendait les analyses de reconnaissance faciale moins efficaces sur les femmes à peau foncée.
Le 25 novembre 2022, un homme de 28 ans est arrêté et mis en détention plusieurs jours par un policier de Bâton rouge à la suite d'un mandat d'arrêt délivré basé sur le résultat d'un algorithme et malgré un poids et une taille très différentes du suspect. Il est libéré le 1er décembre 2022 après qu'il s'avère être victime d'un faux positif du fait de la couleur de sa peau. Les logiciels utilisés par la police de Bâton rouge sont celui de l'entreprise Clearview AI, qui annonce posséder la plus grande base de données de visages, et Morphotrak, de l'entreprise Idemia.

## Failles du système
Comme tout élément ayant une utilité de sécurisation, les systèmes de reconnaissance faciale sont sujets à des attaques visant à les tromper en exploitant des failles. Trois principaux types d'attaques sont alors connus dans ce domaine pour tromper les systèmes de reconnaissance faciale.

### Attaques photo
Le premier type d'attaque est l'attaque par photo,,. En effet, montrer une photo au système semble être une bonne méthode pour tromper la caméra. L'efficacité de ce type d'attaque a été aidée par l'arrivée d'imprimantes ayant une résolution élevée, aussi nommée haute définition. Ces imprimantes permettent en effet d'imprimer une image très qualitative, trompant aisément la vigilance des systèmes.
Une autre possibilité consiste à utiliser des écrans à haute définition disponibles dans le commerce (écrans, smartphones) pour présenter une photo très détaillée et ainsi tromper le système.
Ce type d'attaque est devenu encore plus simple à effectuer avec l'apparition des réseaux sociaux sur internet et les très nombreuses photos postées par les utilisateurs.

### Attaques vidéo
Ce deuxième type d'attaque consiste à présenter une vidéo à l'objectif de la caméra afin de tromper le système de reconnaissance faciale.
Des logiciels disponibles sur internet, appelés caméras virtuelles, tels que VirtualCamera ou Manycam permettent en effet de tromper le système de reconnaissance en lui présentant une vidéo comme si celle-ci provenait de sa propre caméra. Il est alors possible de présenter la vidéo d'une personne au système de reconnaissance afin de tromper celui-ci.
Ce type d'attaque s'est répandu avec l'arrivée des reconnaissances 3D, car il est très compliqué de tromper une reconnaissance d'un modèle 3D avec une simple photo, cette dernière présentant toujours la même posture d'un individu.
En revanche, la vidéo présente du mouvement et permet d'obtenir plusieurs postures du même individu, le système de reconnaissance 3D peut donc modéliser un modèle réel et être trompé.

### Attaque avec un masque
La récente mise à disposition au grand public de l'impression tridimensionnelle crée également une faille pour les systèmes de reconnaissance faciale. En effet, cela permet de créer un masque correspondant au visage de l'utilisateur. Il est alors facile d'imaginer l'utilisation d'un masque présentant un individu pour tromper un système de reconnaissance faciale.

## Réponses à ces failles

### Réponses aux attaques photo
Ce type d'attaque est principalement contré en multipliant le nombre de photos prises de l'utilisateur puis en :
- Analysant s'il y a eu un clignement des yeux[59]. Étant donné que l'œil humain cligne 15 à 30 fois par minute[59], il est possible sur une courte analyse de repérer un clignement. Ce système reste tout de même faible face aux attaques vidéo, étant donné qu'une vidéo peut contenir les clignements des yeux de la personne à reconnaître.
- Analysant les micro-mouvements[26],[60],[61] de l'utilisateur ou de son environnement. Une immobilité/stabilité (de l'utilisateur ou son environnement) parfaite lors de l'enregistrement peut en effet éveiller de lourds soupçons quant à la fiabilité de l'enregistrement.
- Vérifiant la texture du visage photographié[62] (texture réelle et non similaire à celle d'une photo). Une texture trop floue ou irréelle montrera la non-fiabilité de l'image.

### Réponses globales
Certaines techniques ont émergé pour contrer les trois types d'attaque. Celles-ci utilisent des événements totalement ou partiellement extérieurs à l'image :
- En créant un modèle depuis des postures fixes de l'utilisateur dans un ordre précis (par exemple : profil gauche, profil droit, face).
- Sur les smartphones, il est possible synchroniser les micro-mouvements ou mouvements du smartphone avec ceux de l'image/vidéo[26] afin de vérifier l'authenticité de celle-ci.
- Sur les périphériques équipés de micro, il est possible de demander à l'utilisateur de parler[61],[63] et de vérifier que les mouvements de la bouche sur l'image/vidéo afin de vérifier la synchronisation des deux. De même, cela permet de faire une identification basée sur deux paramètres biométriques (la voix et le visage). Il est imaginable de lier d'autres paramètres biométriques avec la reconnaissance faciale, comme les empreintes digitales .
- Vérifier la texture du visage en addition d'autres réponses pour rendre plus compliquée l'attaque.
- Donner des instructions à l'utilisateur[26] (exemples : Tournez la tête vers la droite, Faites tourner la caméra autour de votre visage, Bougez la caméra vers le haut…). Il est alors possible de vérifier que l'utilisateur suit bien les instructions, ce qui est fiable en raison du côté l'aléatoire des instructions et la précision de celles-ci.

## Enjeux sur les libertés
Les systèmes de reconnaissance faciale sont construits autour du déploiement de caméras de videosurveillance connectées à un réseau de télécommunications et à des applications d'intelligence artificielle. Sur ces technologies s'est défini le concept de « ville sûre », extension de la ville intelligente. L’équilibre entre libertés et sécurité est en tension. Sous couvert de sécurité des personnes et des biens, cela risque de mettre en jeu dans de nombreux pays le droit à la vie privée et exercer un contrôle social contraire aux libertés fondamentales,. La loi européenne sur les données, étendant le champ de la loi française « informatique et libertés » de 1978, citée comme modèle à travers le monde, spécifie : « L’informatique doit être au service de chaque citoyen. Elle ne doit porter atteinte ni à l’identité humaine, ni aux droits de l’homme, ni à la vie privée, ni aux libertés individuelles ou publiques».
La reconnaissance faciale peut générer de faux positifs ayant des conséquences sur le droit des personnes,,, en particulier par les biais algorithmiques ou quand les vidéos sont de basse qualité, de faible résolution et ne permettent pas de générer assez de données pour que les systèmes de reconnaissance faciale puissent mesurer suffisamment de caractéristiques du visage et identifier sans erreur la personne.

### Afrique
Les entreprises chinoises fournissent plusieurs États du continent en systèmes de reconnaissance faciale associés aux caméras de vidéosurveillance. CloudWalk Technology, l’un des leaders chinois du secteur basé à Canton, dans le sud du pays, a coopéré avec le gouvernement zimbabwéen pour mettre en place une reconnaissance faciale à grande échelle, le déploiement aux aéroports et aux frontières sera la première étape.
En 2014, Huawei a offert à l'Ouganda 20 caméras de surveillance équipées de technologies de reconnaissance faciale d’une valeur de 702 000 euros. Les autorités ougandaises ont, par la suite, attribué à Huawei déjà fournisseur de son réseau de télécommunications, un marché de caméras de surveillance. Ces outils de surveillance permettent de renforcer l'appareil répressif de l'état. Les pouvoirs en place ont recouru à la société chinoise Huawei pour déployer ces systèmes de «safe city». Les images permettent une reconnaissance faciale et sont transmises en temps réel aux services de sécurité,.

### Chine
SenseTime et Megvii sont les deux plus importantes sociétés chinoises spécialistes de la reconnaissance faciale. Les usages commerciaux ou pour la surveillance des citoyens en lien avec le gouvernement sont très développés. En 2018, la Chine comptait déjà 349 millions de caméras de vidéosurveillance.
À terme, il est prévu que plus de 500 millions de caméras de vidéosurveillance seront déployées à travers le pays. Elles seront associées aux technologies de reconnaissance faciale et d’intelligence artificielle. Cela constituera « le réseau le plus étendu et sophistiqué de vidéosurveillance au monde » selon la BBC,.
Huawei développe et commercialise, son concept de « ville sûre » basée sur la vidéosurveillance intelligente. Ces technologies combinées ont mené à un contrôle social très développé mettant en péril les libertés individuelles (notation sociale base d'un système de crédit social, « pilori » numérique sur écran d'affichage),.
« Le Xinjiang fait l’objet d’une surveillance électronique permanente de la part de Pékin, qui y utilise toutes les technologies les plus intrusives : reconnaissance faciale, fichage ADN, vidéosurveillance permanente, drones, géolocalisation des téléphones…. »
À la suite de la pandémie de Covid-19, les autorités chinoises renforcent la surveillance de masse et étendent les mesures restrictives des libertés, donnant l’image d’une époque ou la surveillance fait penser à Big Brother du roman 1984 de George Orwell.

### États-Unis
Aux États-Unis, « les forces de police utilisent la reconnaissance faciale pour pister des délinquants. C'est le cas, notamment, à New York, Boston, Detroit, Las Vegas, Orlando, San José ou dans l'État du Colorado (…). La technologie est aussi utilisée dans les stades ou les aéroports, comme moyen de surveillance. Même les services de l'immigration en sont clients, pour reconnaître une personne en situation illégale déjà arrêtée par le passé. » Par contre « San Francisco bannit l'usage de la reconnaissance faciale par la police et ses différentes agences municipales ». Les inquiétudes portent sur de possibles discriminations ou de mauvais usages de la reconnaissance faciale, d'autres villes américaines pourraient suivre cet exemple. 85 ONG, dont American Civil Liberties Union, 55 chercheurs ont demandé aux entreprises telles que Amazon, Microsoft et Google de cesser de vendre cette technologie aux autorités. D'autres entreprises, telles Facebook et la jeune pousse Clearview AI qui a séduit 600 services de police, s'intéressent à ce marché,. Une régulation de cette technologie par une loi de protection des données à l’échelle des États-Unis semble nécessaire.
En juin 2020, Amazon annonce qu'il interdit à la police d’utiliser son logiciel de reconnaissance faciale pendant un an. Le logiciel d'Amazon a pour nom Rekognition. Le contexte social actuel marqué de manifestations contre les violences policières et le racisme aux États-Unis a été un élément de la décision,.
En juin 2020, IBM annonce qu'il arrête la vente de logiciels de reconnaissance faciale, et ne mènera plus de projets de recherche liés à cette technologie. Son PDG prend une position plus générale dans un texte adressé au Congrès américain « IBM s'oppose fermement et ne tolérera pas l'utilisation de toute technologie, y compris la technologie de reconnaissance faciale proposée par d'autres fournisseurs, pour la surveillance de masse, le contrôle au faciès, les violations des droits de l'Homme et des libertés fondamentales ou tout autre objectif qui ne serait pas conforme à nos valeurs et à nos principes de confiance et de transparence ».
En juin 2020, Microsoft annonce qu'elle arrête la vente de logiciels de reconnaissance faciale à la police « tant qu’il n’y aura pas de législation fédérale solide fondée sur les droits humains », ainsi que Google tant que les autorités ne mettent pas en place de règles et garde-fous.
Utilisées par des logiciels reconnaissance faciale mis en place par les autorités fédérales, des images de vidéosurveillance de la frontière américaine ont été piratées. Il s'agit des photos de conducteurs et de plaques d’immatriculation des véhicules ayant traversé un seul point de passage de la frontière américaine sur une durée de six semaines, 100 000 personnes seraient concernées. Le président de la commission de la sécurité intérieure à la Chambre des représentants, le démocrate Bennie Thompson, s’est alarmé d’une « atteinte majeure à la vie privée ». « Nous devons veiller à ne pas étendre l’utilisation de la biométrie au détriment de la vie privée des Américains ».
Selon une plainte déposée mercredi 24 juin 2020 à Détroit, un Américain noir a été arrêté à tort à cause de l’usage par la police de la technologie de reconnaissance faciale. Il s’agit de la première erreur de ce type documentée aux États-Unis. La technologie de reconnaissance faciale, utilisée depuis plusieurs années par différents services de police aux États-Unis sans cadre légal fédéral, est accusée de manquer de fiabilité dans l’identification des minorités, notamment noires ou asiatiques.
Le "Biometric Information Privacy Act", interdit aux entreprises de l'Illinois de partager certaines données personnelles sensibles.
Clearview AI doit maintenir un formulaire de désinscription qui permet aux habitants de l’Illinois de refuser d’apparaître dans la recherche photo, quel que soit le client concerné (Il en est de même en Californie disposant de règles similaires de protection des données personnelles).
À partir de mai 2022, aux États-Unis, Clearview AI ne pourra plus vendre sa base de données biométriques à des acteurs privés. Ces résultats ont été obtenus après deux ans de bataille judiciaire menée par l’Union américaine pour les libertés civiles (ACLU). La procédure judiciaire s'est déroulée dans l’État de l’Illinois. Il a été acté que la police de cet État ne pourra plus utiliser les services de Clearview AI pendant cinq ans, ce qui ne sera pas le cas des services fédéraux.

### France
En France, la mairie de Valenciennes a reçu gratuitement d'Huawei des équipements valant 2 millions d'euros. Huawei a pu ainsi expérimenter son système de « caméras intelligentes » dans cette ville grâce à un accord passé avec le maire Jean-Louis Borloo. Il a été nommé au conseil d'administration de Huawei France quelques années plus tard.
D'autres municipalités (Nice, Marseille, Toulouse, La Défense…) se laissent convaincre par les industriels de la sécurité dont Thales, Engie Ineo, Ercom, Idemia qui voient un marché à conquérir.
Idemia, est l’un des leaders mondiaux du secteur de la biométrie avec 15 000 collaborateurs et 2,3 milliards d’euros de chiffre d’affaires revendiqués.
Dans un rapport publié en 2020, Amnesty International dénonce plusieurs entreprises européennes dont Idemia qui ont doté la Chine de matériels de surveillance, notamment de reconnaissance faciale. En particulier, Idemia a vendu un système de reconnaissance faciale à la police de Shanghaï.
La nocivité effective des villes sûres est totalement dépendante des autorités en charge et met en alerte les associations de défense des droits de l'homme,.
Pour éviter ces expériences et possibles extensions en France ou en Europe, et l'avènement d'une société de surveillance, il faut s'assurer que ces projets soient conformes, avec les constitutions, aux règles du RGPD, et qu'ils soient contrôlés par les autorités indépendantes de type CNIL informatique et libertés.
L'entreprise Clearview AI fait l'objet de plusieurs controverses et procédures judiciaires vis-à-vis des milliards d'images qu'elle a collectées sur Internet,.
En décembre 2021, La CNIL met en demeure l’entreprise Clearview AI, lui demande de supprimer les données collectées en France et lui enjoint de cesser ce type de pratique sur le territoire français« Clearview AI ne dispose pas non plus d’un intérêt légitime à collecter et utiliser ces données, notamment au regard du caractère particulièrement intrusif et massif du procédé qui permet de récupérer les images présentes sur Internet de plusieurs dizaines de millions d’internautes en France. ». Les activités de l'entreprise font déjà l’objet de multiples enquêtes dans le monde. Clearview AI n'ayant pas donné suite à la mise en demeure, la CNIL la condamne à une amende de 20 millions d'euros le 20 octobre 2022, à laquelle elle a deux mois pour se conformer sous peine d'une astreinte de 100 mille euros d'amende supplémentaires par jour de retard,.
En 2022, l'association la  Quadrature du Net dépose trois plaintes collectives contre le Ministère de l’Intérieur. Elle dénonce l’absence de « proportionnalité » dans les installations de caméras, ainsi que les usages de deux gigantesques fichiers de photos (fichiers TAJ : Traitement des Antécédents Judiciaires qui comprend « huit millions » de photos de visages, fichiers TES : Titres Électroniques Sécurisés qui comportent les photos de tout demandeur de carte d’identité ou de passeport).
En juin 2023, une loi en débat au Sénat entend réguler les technologies de surveillance basée sur la reconnaissance biométrique dans l’espace public et ouvre la voie à un champ d’expérimentation inédit pour la reconnaissance faciale.

### Royaume-Uni
Dès 2006, le Royaume-Uni abritait 4,2 millions de caméras de vidéosurveillance (dans la rue, sur les autoroutes, dans les trains, les bus, les couloirs du métro, les centres commerciaux, les stades). Un Londonien pouvait être déjà filmé jusqu'à trois cents fois par jour,.
Le débat monte au Royaume-Uni sur l'utilisation et la généralisation de la technologie reconnaissance faciale. La présence des caméras dotées de cette technologie, dans les quartiers londonien de King's Cross et potentiellement dans le quartier d'affaires Canary Wharf. Plus de 150 000 personnes passant par jour dans ces quartiers seraient scrutées. L'utilisation de la reconnaissance faciale dans l'espace public pose question. Les lois sur la protection des données imposent le consentement des personnes observées. Les autorités chargées des libertés publiques sont préoccupées, le Royaume-Uni est devenu l'un des pays les plus ouverts à l'usage de cette technologie pour des motifs de surveillance.
Les autorités de protection des données britannique et australienne ont ouvert en 2020 une enquête visant l’entreprise Clearview AI spécialisée dans la reconnaissance faciale et qui serait capable de comparer n’importe quelle photo d’un individu à sa base de données de trois milliards de photos récupérées automatiquement sur le Web et les réseaux sociaux. En mai 2022, la Information Commissioner's Office condamne Clearview AI à une amende de 7,5 millions de livres sterling pour avoir illégalement collecté les données de millions de citoyens britanniques. Elle exige également que l'entreprise cesse de récupérer les photographies de citoyens du Royaume-Uni et qu'elle « supprime les données des résidents britanniques de ses systèmes ».
En août 2020, la cour d’appel de Londres a jugé que l’utilisation de la reconnaissance faciale par la police galloise n’était pas suffisamment encadrée et empiétait trop sur la vie privée. L'arrêt a souligné qu’il n’existait pas d’indications claires sur les lieux où cette technologie pouvait être utilisée par la police ni sur les modalités conduisant à l’inscription sur la « liste de surveillance ».

### Russie
En Russie, à l'occasion de la pandémie mondiale de covid-19, les voyageurs arrivant de zones à risque sont soumis à de rigoureuses quarantaines. À Moscou, 12 millions d'habitants, le système de reconnaissance faciale de la ville, fort d’au moins 100 000 caméras de vidéosurveillance, est mis au service de ces contrôles, de même que le très efficace système d’e-gouvernance, qui permet de maintenir un lien constant avec les citoyens. Avant même l'irruption de la pandémie, Il y avait un projet de généraliser l’utilisation des systèmes de reconnaissance faciale, une réelle menace pour la vie privée et les droits humains que dénonce les associations locales pour les droits civiques.

### Suisse
En Suisse, entre 2018 et 2020, les polices zurichoise et saint-galloise auraient recouru illégalement au logiciel américain Clearview AI. En 2022, une pétition demandant « l’interdiction de la surveillance biométrique de masse dans les villes », signée par plus de 10 000 personnes, est remise aux plus grandes villes du pays.

### Iran
Les autorités ont annoncé leur intention d'utiliser les technologies de reconnaissance faciale pour identifier les femmes qui ne se soumettent pas à l'obligation de porter le voile,. En janvier 2023, le fait que des femmes sont arrêtées chez elles pour non port du voile accrédite l'hypothèse que cette annonce a été mise en application.

### Émission de radio
- Jacques Monin, « Quand la reconnaissance faciale en France avance masquée », France Inter, Secret d'info, 2 janvier 2021

### Documentaire
- Sylvain Louvet, « Tous surveillés - 7 milliards de suspects »(Archive.org • Wikiwix • Archive.is • Google • Que faire ?), sur arte.tv, 14 avril 2020